# Еліас Фігероа Брандер (стадіон)
«Естадіо Еліас Фігероа Брандер» (ісп. Estadio Elías Figueroa Brander), також відомий як «Естадіо Плая-Анча» (ісп. Estadio Playa Ancha) — футбольний стадіон з атлетичними спорудами в чилійському місті Вальпараїсо місткістю 20575 глядачів. Є домашньою ареною місцевого футбольного клубу «Сантьяго Вондерерз». З 2012 року комплекс носить ім'я колишнього легендарного чилійського футболіста Еліаса Фігероа, який народився у Вальпараїсо.

## Історія
Спортивний майданчик був відкритий у 1931 році та проходив реконструкцію з 2012 по 2014 рік і зараз вміщує 20575 глядачів. Після реконструкції стадіон став відповідати вимогам ФІФА і отримав право приймати Кубок Америки 2015 року . Старий фасад зберігся у своїй старій структурі. Старі трибуни були повністю замінені. Натуральне поле розміром 105 × 68 метрів отримало систему дренажу та зрошення. Система прожекторів, що розміщуються на чотирьох щоглах, була вдосконалена і тепер дозволяє знімати телевізійні трансляції у високій якості HD.
У 1987 році стадіон був місцем проведення шести матчів групового етапу та одного чвертьфінального матчу молодіжного чемпіонату світу. Також під час Кубка Америки 1991 року тут були зіграні два матчі групового етапу.

## Галерея

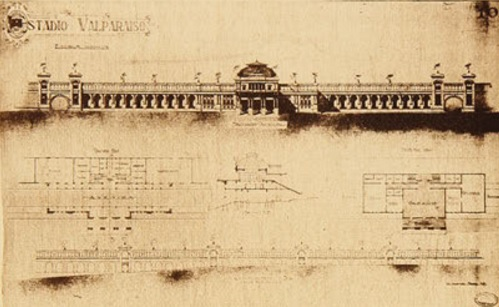
Проєкт стадіону у 1923 році
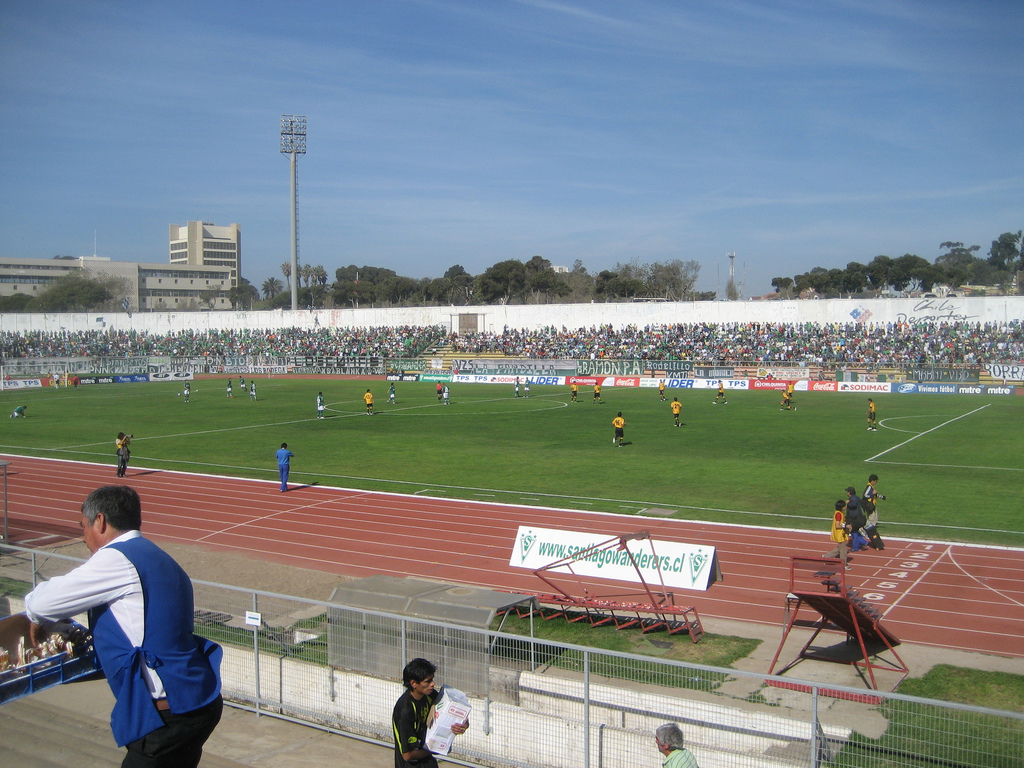
Гра «Сантьяго Вондерерз» проти «Кокімбо Унідо» у березні 2009 року
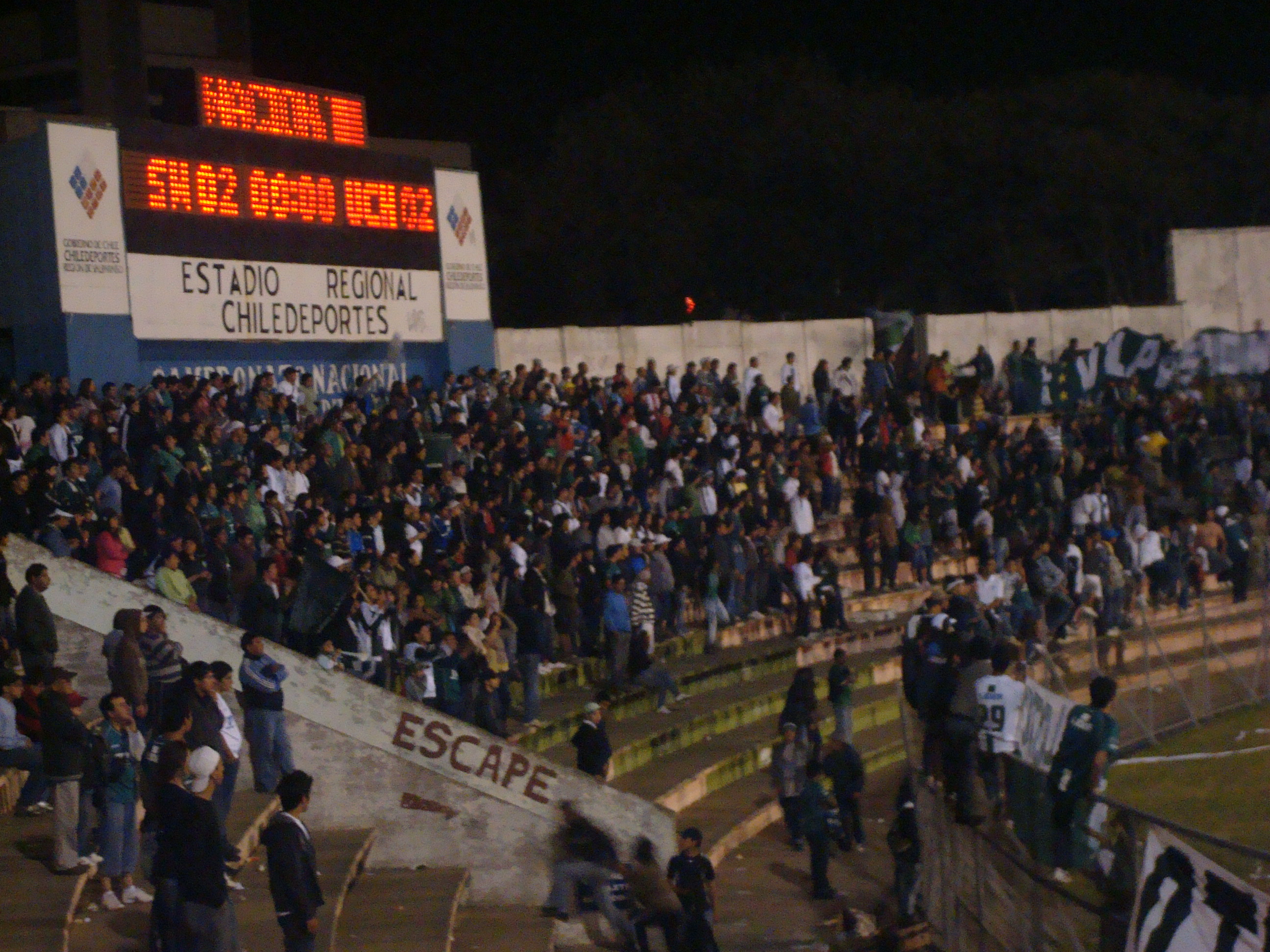
Табло стадіону у 2010 році
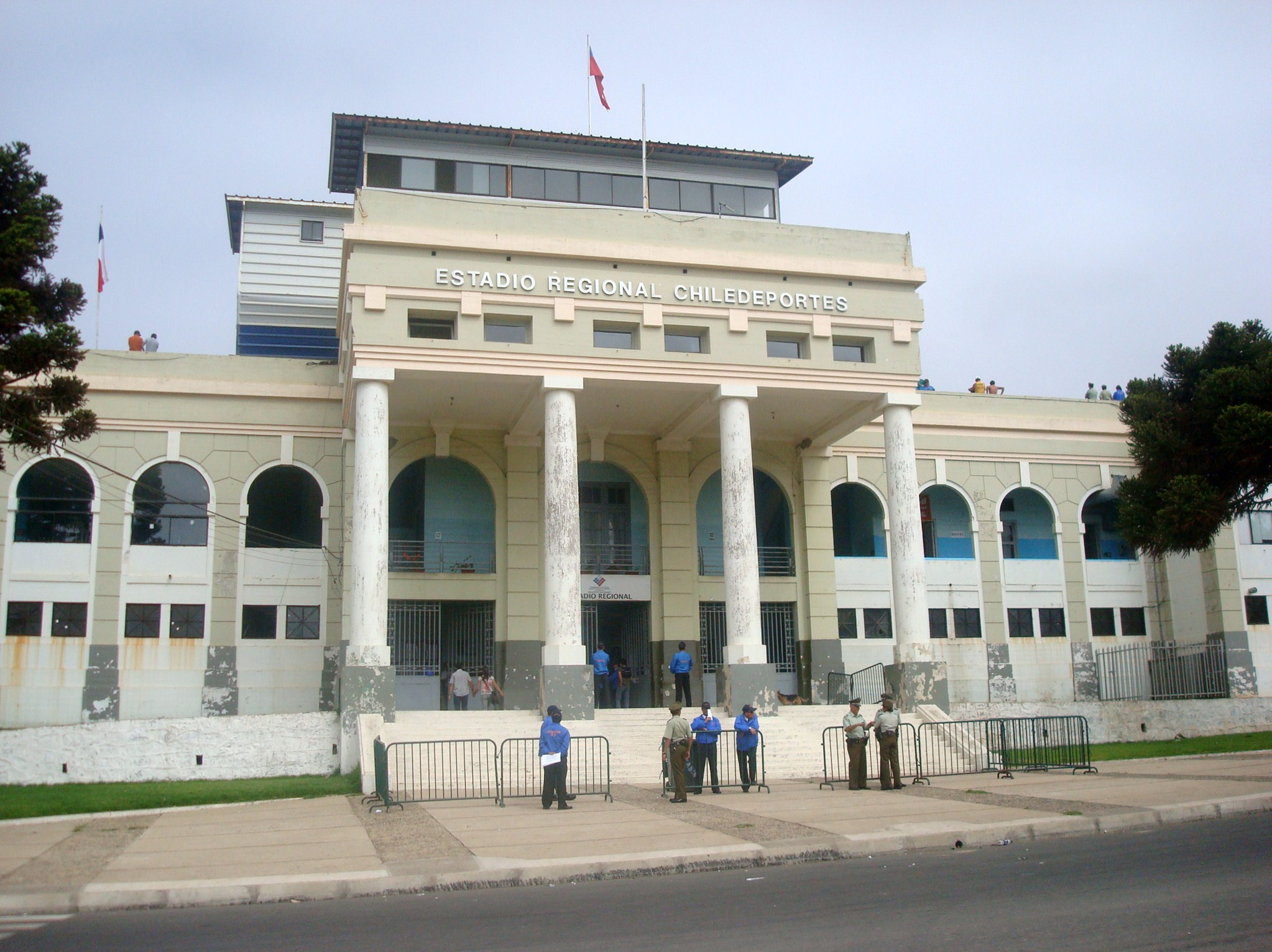
Вхід на стадіон у 2011 році під старою назвою Estadio Regional Chiledeportes
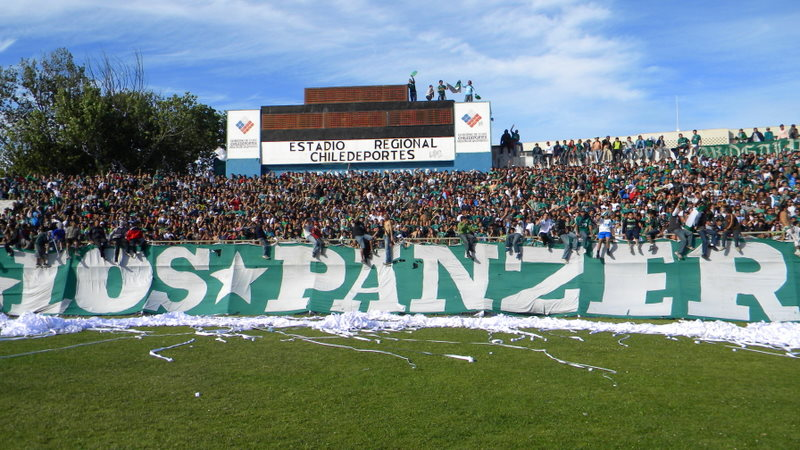
Вболівальники «Сантьяго Вондерерз» (Los Panzers)